# Arachnoscypha
Arachnoscypha is een monotypisch geslacht van schimmels behorend tot de familie Arachnopezizaceae.  Het bevat alleen de soort Arachnoscypha boudieri.